# Techaluta de Montenegro
Techaluta de Montenegro est un village et l'une des 125 municipalités de l'État de Jalisco au Mexique.
La municipalité a 3 703 habitants en 2015.

## Étymologie
« Techaluta » vient du mot nahuatl techalotl signifiant écureuil, ce serait un endroit où abondent les écureuils. « Montenegro » a été ajouté en l'honneur du colonel mexicain Lauro Montenegro (es).

## Géographie

### Situation
Techaluta de Montenegro est située à 1 348 m d'altitude dans la région Lagunas de l'État de Jalisco à environ 90 km de Guadalajara.
|                           | Zacoalco de Torres      |             |
| Atemajac de Brizuela (es) | Techaluta de Montenegro | Atoyac (es) |
| Tapalpa                   | Amacueca (es)           |             |

### Relief et ressources
La municipalité comporte 4 323 ha de forêts. Son relief est principalement montagneux à l'exception d'une plaine située à l'est de la sierra de Tapalpa qui fait 500 ha et a une vocation agricole. Le maïs est avec les pitayas la principale production de la municipalité.
La plaine agricole borde un lac salé — le lac de Sayula (es) — qui est de nos jours presque asséché[réf. souhaitée].

### Climat
La température moyenne annuelle est de 22,8 °C. Les vents dominants viennent du nord. Il pleut principalement de juin à août. En moyenne, il tombe 617,6 mm de pluie par an et il y a 9 jours de gel pendant l'hiver.

## Histoire

### Époque préhispanique
Des Toltèques Cocas (es) auraient fondé la ville vers 42 av. J.-C. mais d'autres peuples tels que les Chichimèques s'y installent par la suite. À l'époque de la conquête espagnole, Techaluta est habitée par des Otomis et dépend de l'ancienne Amula. Les salines du lac de Sayula attirent différents peuples et provoquent des conflits qui débouchent sur la guerre du salpêtre (es) de 1480 à 1510. Le musée de Guadalajara conserve les nombreux vestiges de cette époque retrouvés dans le lac de Sayula.

### Époque coloniale
Alonso de Avalos conquiert pacifiquement la région en 1522. Il s'établit à une dizaine de kilomètres au sud du chef-lieu actuel dans un endroit appelé Chichiquila. En 1576, des frères franciscains fondent un couvent à Techaluta sous le patronage de saint Sébastien. On exploite à l'époque une mine d'or et une mine d'argent sur le territoire de la municipalité.

### XIXesiècle
En octobre et novembre 1810, les habitants de Techaluta rejoignent en masse les insurgés de José Antonio Torres (es) et participent à la prise de Sayula puis à la bataille de Zacoalco.
En 1824, un fort tremblement de terre détruit la ville coloniale construite sur les pentes de la sierra de Tapalpa. Le chef-lieu actuel sera reconstruit quelques kilomètres plus bas.
Le patriote Lauro Montenegro (es) meurt près de la localité d'El Zapote en 1865 en combattant les Français. La fleur de lys renversée et les épées en haut de l'actuel blason municipal symbolisent ce combat et l'expulsion des Français.
Le statut administratif de Techaluta évolue au cours du XIXe siècle. Elle appartient jusqu'en 1835 au département de Zacoalco dans le canton de Sayula avant d'être agrégée à la municipalité d'Amacueca (es). C'est finalement en 1888 qu'elle acquiert elle-même le statut de municipalité.

## Démographie
Vers 2005 ou 2010 la  municipalité compte 3 190 habitants pour une superficie de 152 km2. Elle comprend onze localités dont la plus importante est le chef-lieu Techaluta de Montenegro avec 2 476 habitants suivie par El Zapote avec 653 habitants. Toute la population est rurale.
Au recensement de 2015, la population de la municipalité passe à 3 703 habitants.

## Points d'intérêt
Techaluta de Montenegro est connue principalement pour :
- la fête des pitayas qui attire nombre de visiteurs chaque année au mois de mai ;
- l'architecture subsistant principalement du XIXe siècle telle que l'actuelle église paroissiale dédiée à saint Sébastien qui a succédé à celle fondée en 1646 détruite par le tremblement de terre de 1824 ;
- les forêts de la sierra de Tapalpa, les grottes de Techaluta, les bords du lac de Sayula (es), etc.[1].

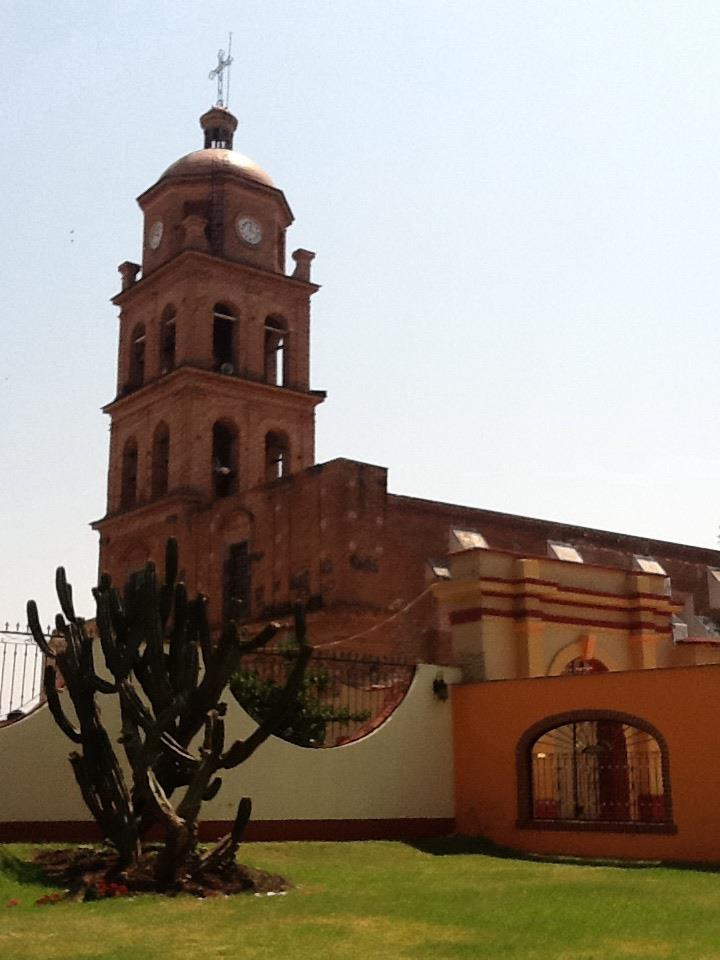
Église San Sebastián.
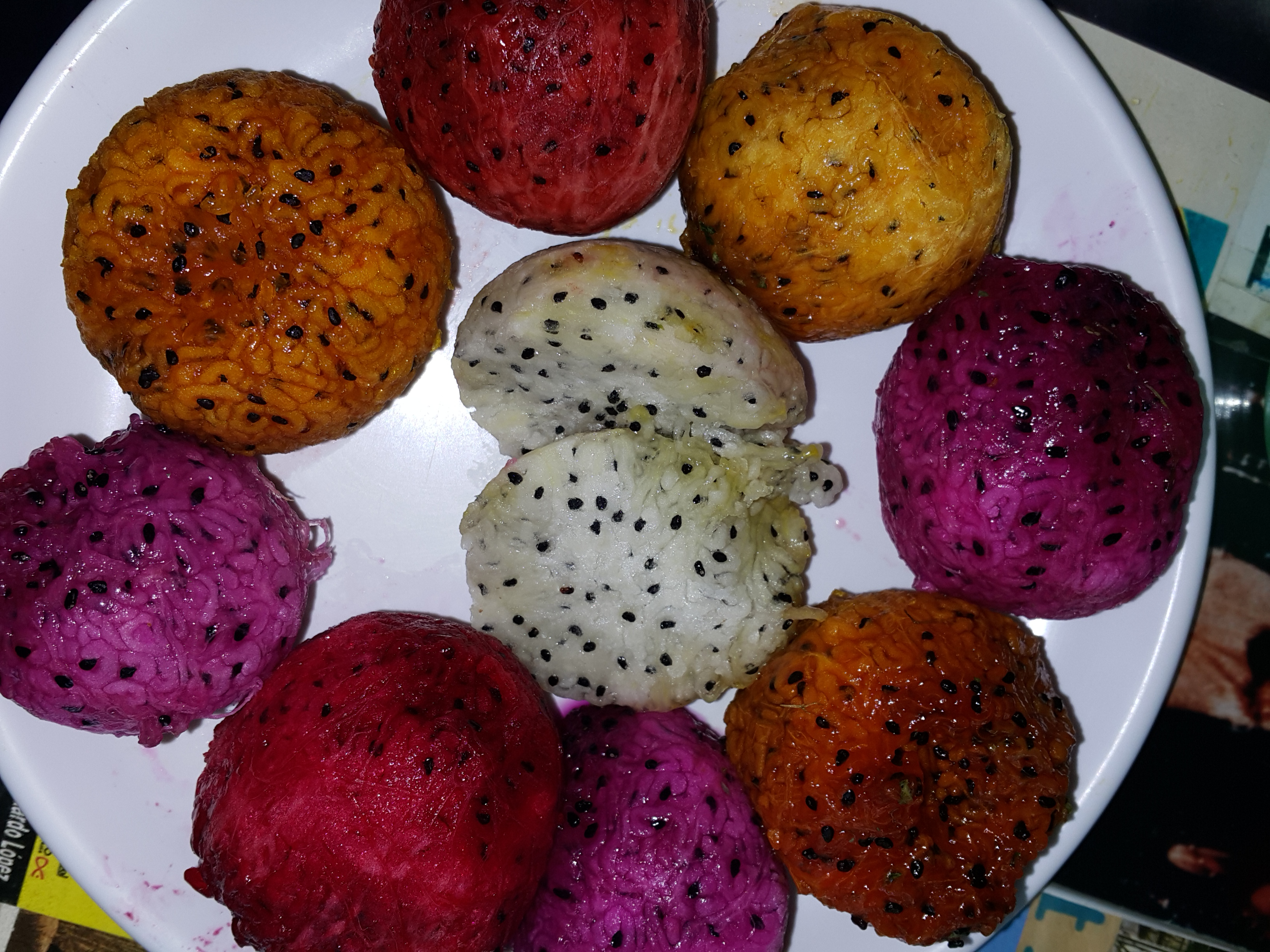
Pitayas.
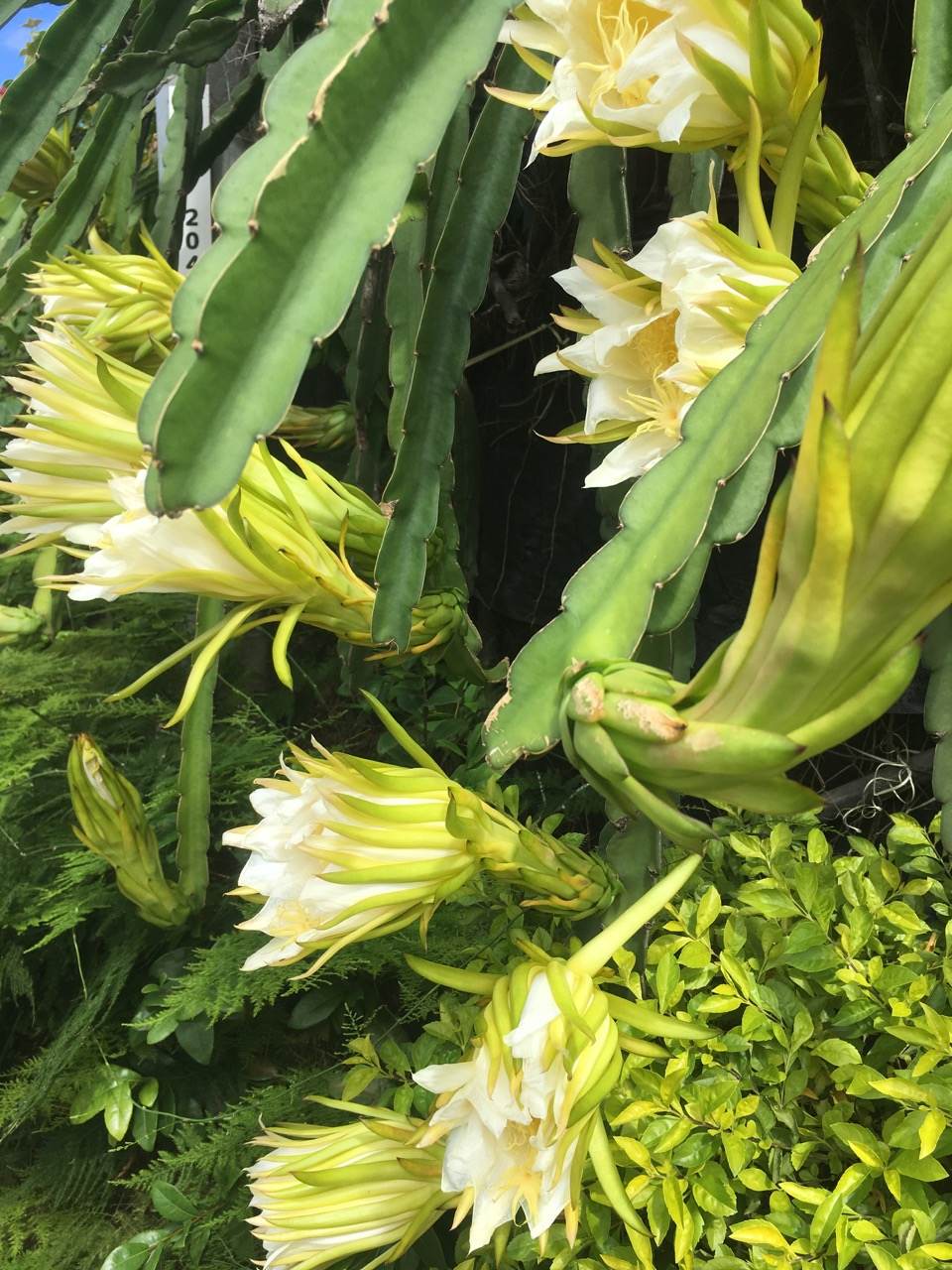
Fleurs de pitaya.
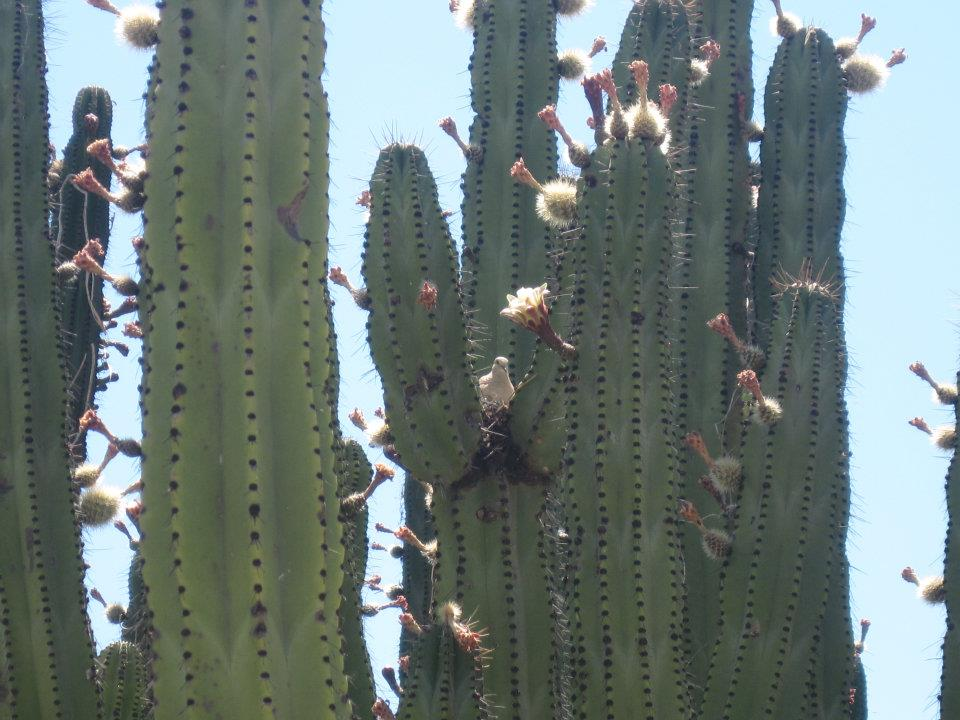
Avec un pigeon.
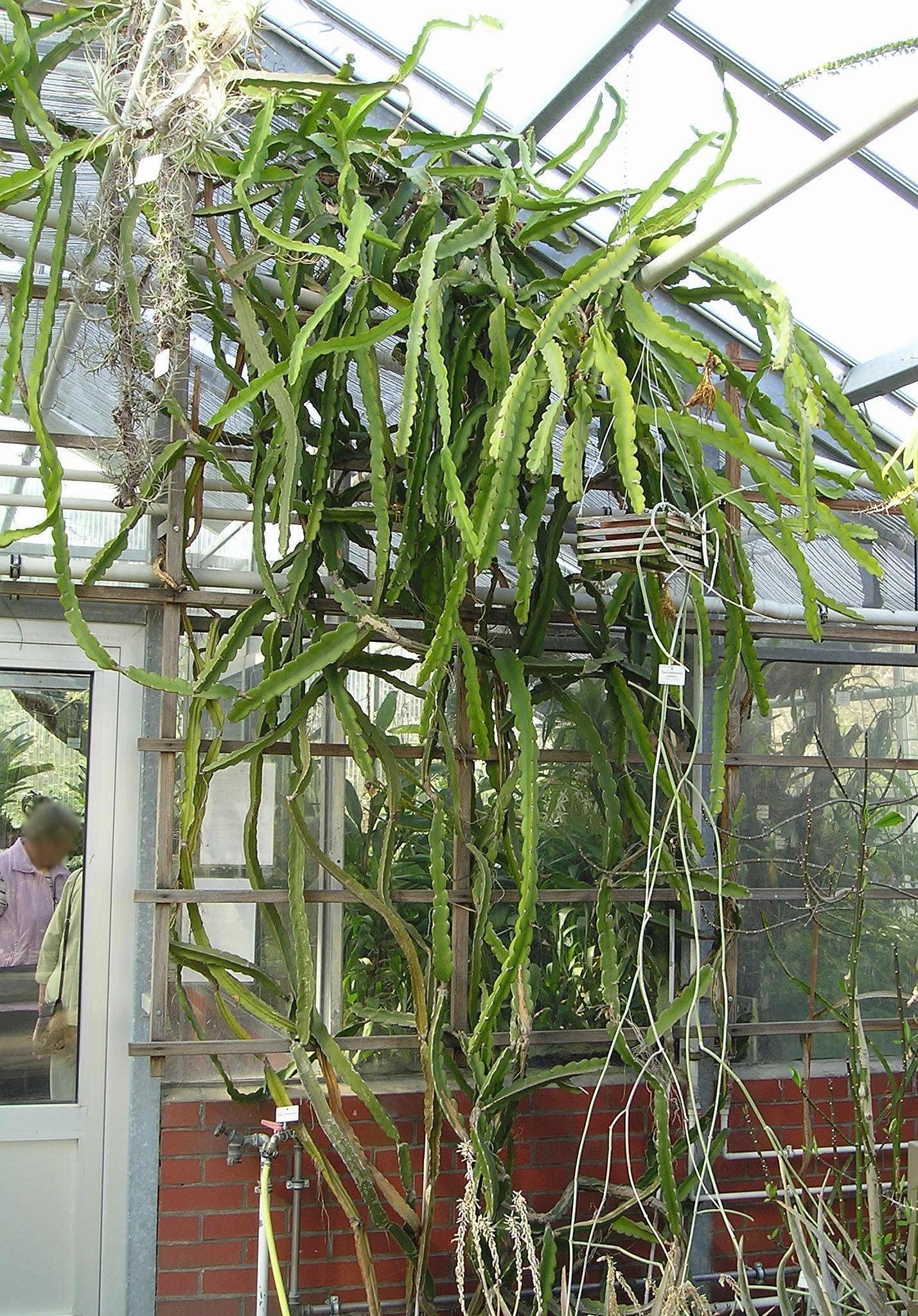
Hylocereus ocamponis.
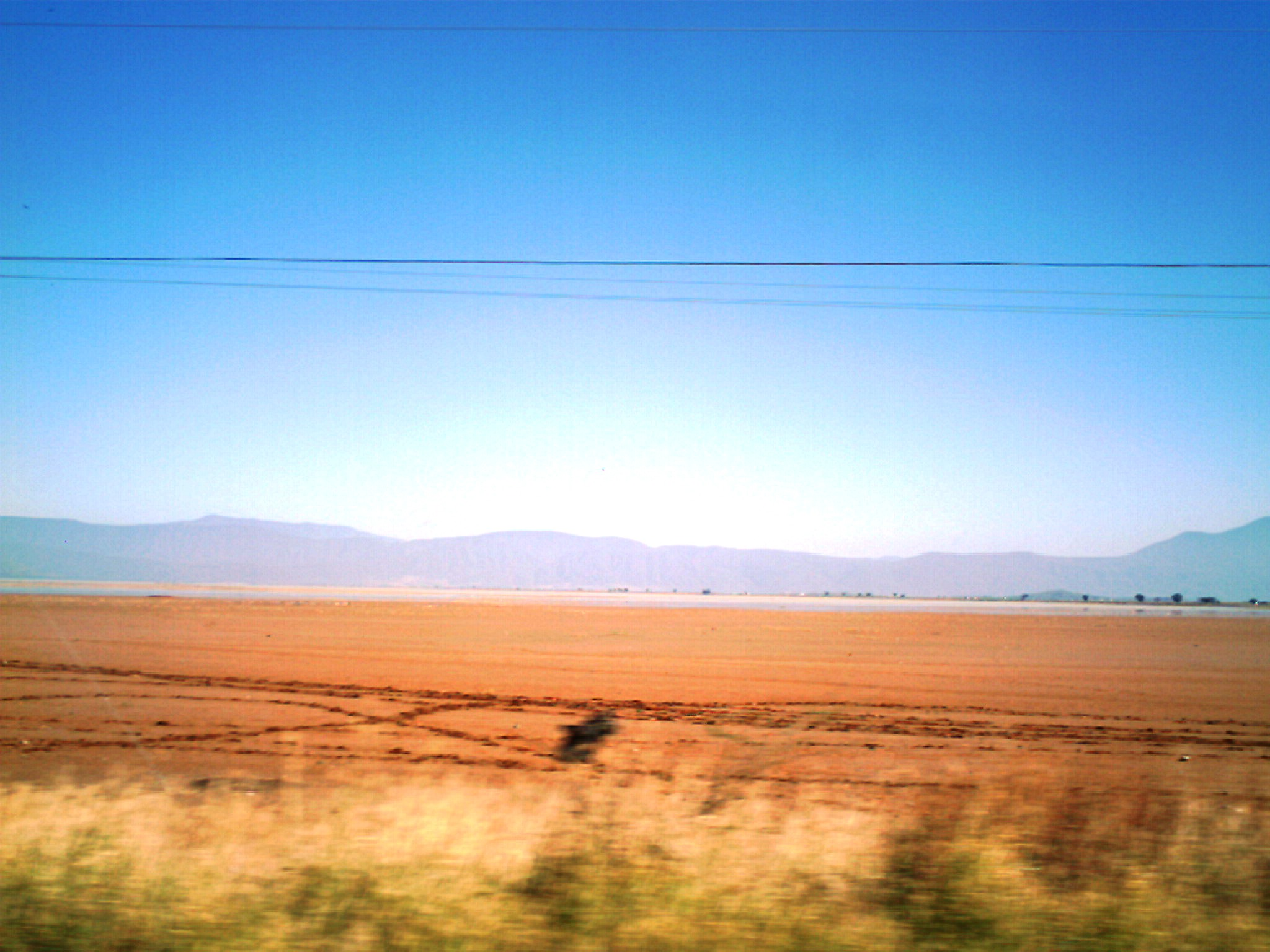
Lac de Sayula.
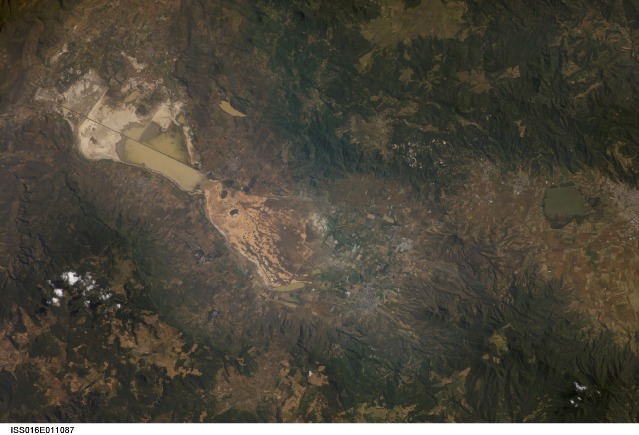
Vue satellite.